# Alexander Waske Tennis-University
Die Alexander Waske Tennis-University ist eine Tennisakademie, die 2010 von den ehemaligen deutschen Davis-Cup-Spielern Alexander Waske und Rainer Schüttler gegründet wurde. Bis zum 1. Juni 2017 wurde die Trainingsstätte noch unter Schüttler Waske Tennis-University betrieben, danach musste Rainer Schüttler aus Zeitgründen ausscheiden. Die Tennisakademie befindet sich neben der Anlage des hessischen Tennisverbandes in Offenbach am Main, dem TC Waldschwimmbad.
2019 wurde die Altevol-Alexander Waske Tennis-University in Ahmedabad, Indien, eröffnet, wo das System von Waskes beigebracht wird. 2023 folgte die Eröffnung drei weiterer Standorte in Indien.

## Bisherige Erfolge
Im Jahr 2011 feierte die Akademie erste Erfolge mit dem Erreichen des Halbfinals der US Open mit Angelique Kerber, die als Nummer 107 in das Turnier gegangen war und zuvor an der Akademie trainiert hatte. Andrea Petkovic wurde hier zur Top-10-Spielerin ausgebildet, Cedrik-Marcel Stebe stieg in der Tennisweltrangliste in 9 Monaten von Platz 470 auf 72.
Zu den ehemaligen und aktuellen Spielern an der Tennis-University zählen außerdem Doppelspezialist und Grand-Slam-Sieger Philipp Petzschner, die Inder Prajnesh Gunneswaran und N. Sriram Balaji, der US-Amerikaner Michael Mmoh und die Deutsche Jule Niemeier. In der Vergangenheit trainierten auch die Topspieler Tommy Haas, Mona Barthel, Jürgen Melzer sowie die damalige Nachwuchshoffnung Jonáš Forejtek an der Tennisakademie, die zudem von Spitzenspielern wie dem Serben Janko Tipsarević zur Vorbereitung auf Turniere genutzt wurde.
Seit 2016 gelangen fünf Junior-Grand-Slam-Siege (je einmal Nagal und Samir Banerjee und dreimal Forejtek).

## Programm
Aktuell werden die Spieler vom Trainerteam rund um Trainer Bastian Suwanprateep, dem ehemaligen brasilianischen Davis-Cup-Spieler Francisco Costa und dem ehemaligen ungarischen Nationaltrainer Tibor Màk betreut. Die Akademie hat ca. 35 feste Spieler und dazu ein Nachmittagsprogramm, in dem viele weitere Spieler trainieren.